# Symbrenthia nigroapicalis
Symbrenthia nigroapicalis är en fjärilsart som beskrevs av James John Joicey och Alfred Noakes 1915. Symbrenthia nigroapicalis ingår i släktet Symbrenthia och familjen praktfjärilar. Inga underarter finns listade i Catalogue of Life.